# الحقيقة (حملة مكافحة التبغ)

الحقيقة هي حملة وطنية تهدف إلى القضاء على عادة التدخين بين المراهقين في الولايات المتحدة. تنتج الحقيقة محتوى تلفزيوني ورقمي لتشجيع المراهقين على رفض التدخين والتوحد ضد صناعة التبغ. عندما إنطلقت حملة الحقيقة في عام 1998، كان معدل التدخين بين المراهقين 23٪. في عام 2018، استخدمت منتجات التبغ من قبل 7.2٪ من طلاب المدارس المتوسطة و27.1٪ من طلاب المدارس الثانوية. في أغسطس 2014، أطلقت الحقيقة حملة "انهيها"، وهي حملة صممت على تشجيع الشباب على أن يكونوا الجيل الذي ينهي عادة التدخين.

## تاريخ الحملة

### برنامج فلوريدا التجريبي للتبغ
تم تطوير حملة الحقيقة من قبل برنامج التدخين في فلوريدا، والذي استمر من عام 1998 إلى عام 2003. من خلال حملتهم التسويقية، سعى البرنامج إلى خلق فجوة بين إعلانات صناعة التبغ وجمهور الشباب. ولم يقم البرنامج فقط بتجميع فريق من شركات الإعلان وعلاقات الجمهور، بل تعاون أيضًا مع الشباب في فلوريدا لتطوير حملة يمكنها التحدث بفعالية إلى جيلهم. وعبر الشباب عن استيائهم من طرق التسويق الاستفزازية التي تستخدمها صناعة التبغ، ووصفوا حملتهم بأنها تقدم لهم الحقائق والحقيقة حول التبغ. من هذا نشأ مفهوم توحيد الشباب في حركة ضد شركات التبغ التي تُعزز من خلال الدعوة الشعبية وحملة إعلانية يقودها الشباب.
في مارس 1998، صوت الوفد الطلابي في اجتماع من تنظيم مكتب مكافحة التدخين في فلوريدا لتغيير شعار الحملة إلى "الحقيقة، جيل متحد ضد التبغ". في أبريل 1998، أطلقت ولاية فلوريدا حملة إعلانية بميزانية 25 ممليون دولارتضمنت 33 إعلانًا تلفزيونيًا وسبع لوحات إعلانية وثمانية إعلانات طباعية وأربعة ملصقات بجمهور هدفهم الشباب في سن 12-17 عامًا، نمذجت حملة الحقيقة في فلوريدا نهجهم بناءً على التسويق التجاري للمراهقين، واستخدموا رسائل تتعامل مع صناعة التبغ وتصور تنفيذيها على أنهم جشعون للربح ومستفيدين . أعادت الإعلانات تصوير التبغ على أنه مخدر يروج له النظام البالغ، وأعادت تصوير مكافحة التدخين على أنها حركة شبابية هيبية ومتمردة يقودها الشباب. شملت جهود الحملة الجذرية مشاركة مراهقي الحقيقة في مواجهة صناعة التبغ كجزء من جولة "قطار الحقيقة" التي استمرت 13 يومًا عبر الولاية. على الرغم من النتائج الإيجابية، إلا أن تقليل التمويل للبرنامج، بالإضافة إلى عوامل أخرى، أدت في النهاية إلى انتهاء حملة الحقيقة في فلوريدا. حد قادة هذه الحملة البارزين كان. كليفلاند روبنسون، كان جزءًا من فريق قيادة قطار الحقيقة.

### استراتيجية الحملة وأسلوبها
حملة "الحقيقة" تهدف إلى تحقيق نبرة مرحة في إعلاناتها. على عكس النبرة الأكثر جدية التي تتبناها العديد من حملات مكافحة التدخين، استراتيجية حملة "الحقيقة" تسلط الضوء على الحقائق حول منتجات التبغ وممارسات تسويق صناعة التبغ، دون أن تلقي الخطب أو تتحدث بطريقة مزدرية تجاه جمهورها المستهدف. السمة الأساسية هي استغلال صناعة التبغ. من خلال الإعلانات التي تظهر فيها الشباب واجهوا صناعة التبغ، بنت حملة الحقيقة علامة تركز على تمكين الشباب لبناء هويات إيجابية خالية من التبغ. وفوق كل شيء، تتجنب الحملة إصدار بيانات توجيهية تقول للشباب عدم التدخين، وتشجعهم بدلاً من ذلك على تكوين آراءهم الخاصة حول التدخين وصناعة التبغ. وتوجه حملة الحقيقة طاقات الشباب الثائرة وحاجتهم لتأكيد استقلالهم تجاه جهود مكافحة التدخين.
العديد من الإعلانات التي أنتجتها حملة "الحقيقة" تركز على الحقائق حول مكونات السجائر وعواقب التدخين، بما في ذلك الإدمان والأمراض والوفاة. وتأتي العديد من الحقائق والمعلومات المدرجة في إعلانات "الحقيقة" من وثائق صناعة التبغ التي أصبحت متاحة للجمهور بعد اتفاقية التسوية الرئيسية. يدير مكتبة وثائق التبغ الحقيقة، التي تأسست في عام 2002 وتديرها جامعة كاليفورنيا سان فرانسيسكو، ملايين الوثائق الداخلية السرية لصناعة التبغ.
الهدف الأولي لحملة الحقيقة كان "تغيير القوانين الاجتماعية والحد من التدخين بين الشباب. في بناء استراتيجية لتحقيق هذا الهدف، نظر مصممو حملة الحقيقة إلى أبحاث التسويق وعلوم الاجتماع، والأدلة من حملات ناجحة أخرى، وشاركوا في محادثات مع جماهير الشباب. أظهرت هذه الأبحاث أن الشباب، على الرغم من أنهم كانوا على علم بطبيعة السجائر القاتلة، كانوا مجذوبين إلى التدخين كوسيلة للتمرد والتمكين. أراد مصممو حملة الحقيقة مواجهة جاذبية السجائر من خلال تشجيع الشباب على الثورة ضد الخداع والتلاعب الذي تظهره شركات التبغ. منذ إطلاق حملة الحقيقة في عام 2000، تؤكد الحملة أنها "استخدمت العديد من أشكال وسائل الإعلام المختلفة وطوّرت تكتيكاتها لضمان وصولها إلى الشباب بأكثر

### استراتيجية إعادة إطلاق الحملة وأمثلة
في أغسطس 2014، قامت حملة الحقيقة بإطلاق حملة "انهيها" التي تستهدف الجيل القادم من الشباب في الولايات المتحدة في الفئة العمرية من 15 إلى 21 عامًا. جنبًا إلى جنب مع تصميم الحملة المنقح، والوجود على الويب، وسلسلة من الإعلانات، تعتنق "انهيها" شعار حملة جديد قوي: كن الجيل الذي ينهي التدخين نهائيًا. من خلال البحث مع جمهورها المستهدف اكتشف مصممو الحملة أن المراهقين الحاليين أقل اهتمامًا بالاحتجاج ضد التلاعب الذي تمارسه صناعة التبغ، وأكثر اهتمامًا بدفع العمل الجماعي الإيجابي. وتم تطوير حملة "انهيها" لتناسب رغبة هذا الجيل في أن يكونوا وكلاءً للتغيير الاجتماعي. تهدف الحملة إلى تمكين 94 في المئة من المراهقين غير المدخنين و6 في المئة من المدخنين المراهقين للمشاركة الفعالة في إنهاء وباء التبغ.
تم إصدار أول إعلان تمثيلي للحملة بعنوان "الانتهاء" بأسلوب تصوير فيديو بيان يقول للشباب: "لدينا القوة. لدينا الإبداع. سنكون الجيل الذي ينهي التدخين. انهيها". حث الإعلان الشباب على المشاركة في حركة "انهيها" من خلال وضع شعار الحملة، وهو "X" في مربع برتقالي، على صورة ملفهم الشخصي على فيسبوك. هذه التكتيكات للنشاط عبر الإنترنت مشابهة لتلك المستخدمة من قبل حملة حقوق الإنسان عندما طلبوا من الأفراد تغيير صور ملفاتهم الشخصية لدعم المساواة في الزواج.
في سلسلة أخرى من إعلانات "انهيها"، بعنوان " المتحدث باسم التبغ غير مدفوع الأجر" ,"ورد المتحدث باسم التبغ غير مدفوع الأجر "، حاولت الحملة تسليط الضوء على الطريقة التي يقدم بها المدخنون، وخاصة المشاهير المدخنين، تسويقاً مجانياً لشركات التبغ عندما يتم نشر صورهم. كاستجابة، طالبت "انهيها" الشباب بـ "التفكير قبل نشر صورة لك وأنت تدخن". دعت الحملة أيضًا
الشباب إلى "مسح واستبدال" السجائر من الصور على وسائل التواصل الاجتماعي بملحقات متنوعة من موقع الحقيقة.
في عام 2015، تم عرض أغنية كاملة الطول وفيديو موسيقي بعنوان "تمريرة يسارية" كجزء من حملة "انهيها" خلال حفل توزيع جوائز الغرامي السنوي الـ 57، وربطت التدخين بالمواعدة. ظهر في الفيديو بيكي جي، فيفث هارموني، كينغ باش وآخرون. كشفت كلمات الأغنية أنك ستحصل على نصف التوافقات على تطبيقات المواعدة إذا كنت تدخن في صورة ملفك الشخصي. "تمريرة يسارية" حثت المراهقين على التخلي عن السجائر حتى يتجنبوا أن يتم "تمريرهم يساراً"، أي تجاهلهم على تطبيق المواعدة.
في عام 2018، قامت حملة الحقيقة بإطلاق حملة إعلانية ضد التدخين الإلكتروني تُظهر لأول مرة خطورة التدخين الإلكتروني.

## التقييم والفعالية
تم نشر دراسات تقييمية دقيقة حول حملة الحقيقة في الأدب الذي استعرضه النظراء منذ إطلاق الحملة في عام 2000. لتقييم فعالية الحملة، تستخدم مبادرة الحقيقة فريقًا داخليًا للبحث والتقييم. تشمل جهوده تقييم الإعلانات التلفزيونية للحقيقة بالإضافة إلى العناصر الرقمية وألعاب الفيديو ومكونات الحملة الشعبية. بين عامي 1999 و2004، قامت مؤسسة مبادرة الحقيقة (المعروفة آنذاك بمؤسسة الإرث الأمريكي) بإجراء مسح وسائط تتبع وسائط الإعلام الوطني للشباب الذين تتراوح أعمارهم بين 12 و17 عامًا لمعلوماتها حول تقييم حملة الحقيقة. قام مسح وسائط تتبع الإعلام بقياس المواقف والمعتقدات المتعلقة بالتبغ والسلوكيات والتعرض لتأثيرات التدخين بما في ذلك الحقيقة، ورغبة الشعور بالإثارة، والاستعداد للتدخين.
أجرت الدراسات المقطعية حول فعالية حملة الحقيقة دليلاً مقنعًا على أن الحملة "كان لها تأثير كبير على المواقف والمعتقدات المتعلقة بصناعة التبغ، ومؤشرات السلوك الأخرى، بالإضافة إلى تأثير كبير على انتشار التدخين بين الشباب في الولايات المتحدة." تم ربط التعرض للحقيقة أيضًا بانخفاض معنوي وإحصائي في نيات غير المدخنين للتدخين مستقبلاً. قامت دراسة أخرى حول الحقيقة من عام 2000 إلى عام 2004 بدراسة مدى اختلاف الوعي بالحملة والاستعداد لاستقبالها بين الشباب من مختلف الخلفيات الاجتماعية. في عام 2005، أجرت دراسة نشرت في المجلة الأمريكية للصحة العامة من قبل RTI International وجامعة كولومبيا ومبادرة الحقيقة استخدام تصميم شبه تجريبي قبل/بعد لربط التغيرات في انتشار التدخين بين الشباب الوطني بمرور الوقت بالتعرض لحملة الحقيقة. أظهرت التحاليل الإحصائية للدراسة أن معدلات التدخين بين الشباب في الولايات المتحدة انخفضت بمعدل أسرع بعد إطلاق حملة الحقيقة. دراسة مماثلة نُشرت في المجلة الأمريكية للوقاية من الأمراض في عام 2009 وجدت ترتيباً مباشرًا بين تعرض الشباب لرسائل الحقيقة وانخفاض خطر البدء بالتدخين.
قامت دراسة في عام 2009 بدراسة ما إذا كان بإمكان استثمار 324 مليون دولار في حملة الحقيقة يمكن تبريره بناءً على تأثيره على النتائج الصحية العامة. وجد الباحثون أن الحملة كانت فعالة اقتصاديًا لأنها أوفرت بين 1.9 و5.4 مليار دولار في تكاليف الرعاية الطبية للمجتمع بين عامي 2000 و2002. وبهذه الطريقة، يُجادل الكتاب في أن الحقيقة هي تدخل صحي عام فعال من حيث التكلفة.
أجرت دراسة تقييمية لحملة "انهيها" أظهرت انخفاضاً في نية التدخين خلال العام القادم بالإضافة إلى مواقف معادية للتدخين بزيادة الوعي بالإعلانات. بقي التذكير بالإعلانات عاليًا حتى عندما تم بث حملة الإعلانات بمستويات منخفضة من نقاط التصنيف المستهدفة على التلفزيون بالمقارنة مع حملات الإعلانات السابقة للحقيقة.

## الجوائز والثناء
لقد حصلت حملة الحقيقة على إعجاب عدد من كبار المسؤولين في الصحة العامة على الصعيدين الفيدرالي والولائي، بالإضافة إلى مراكز مكافحة الأمراض والوقاية منها في الولايات المتحدة ووزارة الصحة والخدمات الإنسانية الأمريكية. وقد تم تكريم الحملة أيضًا بمنح عدة جوائز في مجال فعالية الإعلانات، مثل جوائز إيمي وجوائز كليو للرعاية الصحية وجوائز إيفي. وتم أيضًا تضمين الحملة في مجموعة متنوعة من الكتب الأكاديمية في مجال التسويق والاتصالات لتثقيف الجيل القادم من قادة الصحة العامة والتسويق الاجتماعي.
في عام 2014، اختارت AdAge الحقيقة كواحدة من أفضل 10 حملات إعلانية في القرن الواحد والعشرين. في عام 2016، أفادت دراسة رصد المستقبل، التي تجمع عينات وطنية تزيد على 45,000 شاب في الصفوف 8 و10 و12، عن مستويات منخفضة تاريخية لاستخدام السجائر الحالي بين الشباب - حيث ما يبلغ فقط 6 في المائة من المراهقين ما زالوا يدخنون.

## المقاضاة
إعلان إذاعي لحملة الحقيقة بعنوان "مشي الكلاب" دفع شركة لوريلارد للتبغ إلى متابعة التحكيم القضائي ضد مؤسسة الحقيقة (حينها كانت تعرف باسم مؤسسة الإرث الأمريكي).استمر النزاع من يوليو 2001 حتى حله في يوليو 2006. ينص إعلان الحقيقة على أن البول والتبغ يحتويان على اليوريا.
أُقيمت قضايا في كل من ديلاوير وكارولينا الشمالية. تم حل المسألة من قبل المحكمة العليا في ديلاوير في 17 يوليو 2006. حيث قررت بالإجماع أن حملة الحقيقة لم تنتهك اتفاقية التسوية الرئيسية.